# Та, которой не стало
«Та, которой не стало» — психологический детективный роман, написанный тандемом писателей Буало-Нарсежак, первоначально опубликованный на французском языке как Celle qui n'était plus в 1952 году. Первая книга дуэта, это триллер о мужчине, который вместе со своей любовницей убивает свою жену. Роман послужил основой для фильма Анри-Жоржа Клузо 1955 года «Дьяволицы» .
Первое французское издание было опубликовано в 1952 году издательством Éditions Denoël . Первоначально он был опубликован на английском языке в 1954 году под названием «Женщина, которой больше не было» Райнхарта и как «Изверги» издательством Arrow Books в 1957 году. Английская версия от Pushkin Press под названием «She Who Was No More» использовала старый перевод Джеффри Сейнсбери.

## Сюжет
Фернан Равинель — коммивояжер, который ведет скромную жизнь со своей женой Мирей. Его любовница, врач Люсьен, желает открыть практику на Антибах, поэтому она и Фернан вступают в сговор с целью убить его супругу, чтобы затем получить по её страховому полису выплату на два миллиона франков. Они топят её в ванне, затем делают смерть похожей на несчастный случай, но всё выходит из-под контроля, когда её тело исчезает.

## Адаптации

### Фильм
- Наиболее заметной адаптацией является французский триллер 1955 года «Дьяволицы»[6]. Режиссёр и соавтор сценария Анри-Жорж Клузо внёс в сюжет несколько существенных изменений. Он поменял пол убийц и изобрёл обстановку частной школы. Он также следовал соглашению о том, что преступники должны быть разоблачены детективом в конце (ещё одно отступление от романа, где авторы позволили им уйти). Согласно легенде, Клузо на несколько часов опередил Альфреда Хичкока в борьбе за права на экранизацию. «Дьяволицы» имели шумный успех у критиков и зрителей во всём мире. Позже Хичкок снял детективный триллер «Головокружение», основанный на другом романе Буало-Нарсежака.
- Круг обречённых (СССР, 1991), режиссёр Юрий Беленький, в главных ролях Игорь Бочкин, Анна Каменкова и Всеволод Ларионов[7].
- Дьяволицы (США, 1996), режиссёр Иеремия С. Чечик, с Изабель Аджани, Шэрон Стоун и Чаззом Пальминтери в главных ролях.

### Телевидение
- Размышления об убийстве (США, 1974), режиссёр Джон Бэдхэм, с Уэлд Тьюсдей, Джоан Хакетт и Сэмом Уотерстоном в главных ролях[8].
- Celle qui n'était plus (Швейцария, 1991), режиссёр Пьер Коральник[9] .
- Дом секретов (США, 1993), режиссёр Мими Ледер, с Мелиссой Гилберт, Брюсом Бокслейтнером, Кейт Вернон и Майклом Боутманом в главных ролях.

### Театр
- Моник (США, 1957), драма в двух действиях, адаптированная Дороти и Майклом Бланкфортом[10][11].

## Прием
Роуз Фельд написала в New York Herald Tribune, что финал представляет собой «поразительный поворот, который имеет значение как для сюжета, так и для оценки фильма». Мартин Левин в "Saturday Review " назвал фильм «совершенно новой вариацией на тему двойной компенсации». Редакция журнала World Authors, 1950—1970 писала: «Читатель так глубоко вовлечён в историю, так соблазняется слабыми подсознательными намеками и сомнениями, что сокрушительно неожиданный финал кажется сразу же и ужасающе правдоподобным как с точки зрения сюжета, так и характеров. Книгу заканчиваешь с чувством бегства от ужасной логики кошмара».
Когда книга была переиздана издательством Pushkin Vertigo в 2015 году, Барри Форшоу из Financial Times написал: «Хотя „Ту, которой не стало“, так заездили, что она потеряла часть своей новизны, книга остаётся высшим примером отточенного криминального заговора».